# Zee
Zee bildades 1983 av Pink Floyd medlemmen Richard Wright och Dave Harris. Gruppen spelade bara in albumet Identity, men succén uteblev och albumet gavs inte ens ut i USA. Gruppen upplöstes 1985.

## Medlemmar
- Richard Wright – sång, synthesizer , hammondorgel, trummaskin
- Dave Harris – sång, elgitarr , basgitarr, synthesizer

## Diskografi
Studioalbum
- Identity (1984)

Singel
- "Cönfüsiön" / "Eyës Of A Gÿpsy" (1984)